# Euryglossina xanthogena
Euryglossina xanthogena är en biart som först beskrevs av Rayment 1935.  Euryglossina xanthogena ingår i släktet Euryglossina och familjen korttungebin. Inga underarter finns listade i Catalogue of Life.

## Bildgalleri

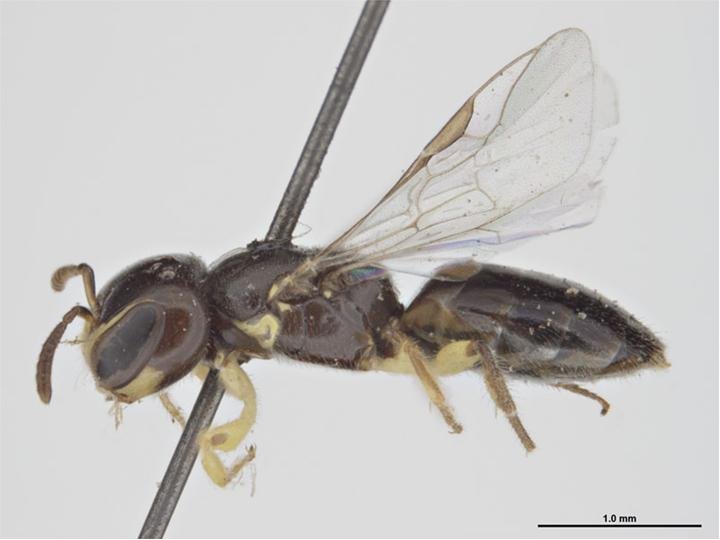
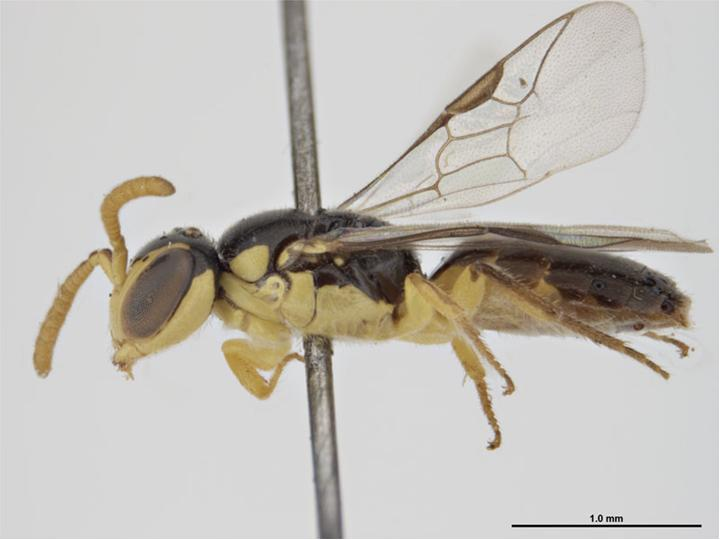